# Hans-Joachim Pancherz
Hans-Joachim Pancherz (Beuthen, 1914. április 15. – 2008. május 4.) német pilóta.

## Élete
Beuthen (ma Bytom) városában született Felső-Sziléziában. 1933-tól polgári repülési oktatóként dolgozott Würzburgban, Kitzingenben, majd Fürth repülőiskoláiban, továbbá a drezdai katonai repülőiskolában (Luftkriegsschule 1). 1934-ben tesztpilótaként szerzett tapasztalatokat az E-Stelle Rechlinnél. 1938-tól a német–kolumbiai SCADTA légitársaság pilótájaként dolgozott.
1940-ben a Junkersnél kezdett dolgozni Dessauban tesztpilótaként, főleg a Junkers nagyobb gépeivel, foglalkozott (Ju 90, Ju 290 és 390).
A második világháború alatt a Junkers tesztpilótája volt, de hadászati célokra is repült. A háborút követően 1948-ig repült a megszálló amerikai hadsereg szolgálatában, majd Svédországba telepedett le, ahol tervezőként és tanácsadóként csatlakozott a svéd Malmö Flygindustri légiközlekedési vállalathoz. Itt dolgozott 1979-es nyugdíjazásáig.